# Michael Kelly (ator)
Michael Joseph Kelly (Filadélfia, 22 de maio de 1969) é um ator norte-americano.

## Biografia
Kelly nasceu na Pensilvânia, filho de Maureen e Michael Kelly, sendo criado em Lawrenceville, Geórgia. Ele tem duas irmãs, Shannon e Casey, e um irmão, Andrew. Ele originalmente foi estudar direito na Coastal Carolina University, porém mudou de opinião depois de ter uma eletiva de atuação e uma perna quebrada.
Seu primeiro papel profissional foi em 1994 intepretando Aaron Henry em um episódio da série de televisão Lifestories: Families in Crisis. Em seguida ele apareceu nos filmes Origin of the Species, River Red, Man on the Moon e Unbreakable até conseguir um papel principal nas série Level 9, que teve apenas uma temporada.
Nos anos seguintes ele apareceria em séries como Law & Order: Special Victims Unit, The Shield, Law & Order, The Sopranos, CSI: Miami, Fringe, Criminal Minds, Law & Order: Criminal Intent, The Good Wife, Person of Interest e House of Cards. Ele também teve papéis em vários filmes, incluindo Invincible, Changeling, The Adjustment Bureau,  Chronicle, Man of Steel,  Everest e Danw of the Dead.